# Siebensteinkopf
 (mars 2020).
Le Siebensteinkopf est une montagne culminant à 1 263 mètres d'altitude dans le massif de la forêt de Bohême.

## Géographie
Le Siebensteinkopf se situe à l'extrémité sud-est du parc national de la forêt de Bavière, près de la frontière avec la République tchèque. Le Stráž (de) (1 308 m), qui se trouve en République tchèque, se trouve au nord. Non loin de là, le poste frontalier entre Finsterau (de) et Bučina (de) offre aux randonneurs, aux cyclistes et aux skieurs de fond la possibilité de pénétrer dans la forêt de Bohême toute l'année.
En dessous du sommet avec une croix sommitale se trouvent sept rochers qui donnent son nom à la montagne.
Certains sentiers de randonnée mènent au Siebensteinkopf, qui commencent tous de Finsterau et mènent, par exemple, au sommet par le Reschbachklause ou le Teufelsklause.